# Курнаков, Николай Семёнович
Никола́й Семёнович Курнако́в (24 ноября [6 декабря] 1860, Нолинск — 19 марта 1941, Барвиха) — русский физикохимик, профессор (1893), заслуженный профессор (1907), доктор химических наук (1909), академик Петербургской академии наук / Российской академии наук / Академии наук СССР (1913), лауреат Сталинской премии, создатель физико-химического анализа.

## Биография
После окончания Нижегородской военной гимназии поступил в Горный институт в Санкт-Петербурге, который закончил в 1882 году. Сразу был командирован на Алтайские заводы для исследования операций по выплавке меди, свинца и серебра, а в 1883 году уже изучал за границей соляное дело, металлургию и пробирное искусство.
Защитив диссертацию «Испарительные системы соляных варниц», с 1885 по 1893 год он состоял адъюнктом Горного института по кафедре металлургии, галургии и пробирного искусства. После защиты в 1893 году диссертации «О сложных металлических основаниях» получил звание профессора неорганической химии, а в 1899 году — профессора аналитической химии и заведующего лабораторией физической химии. Профессор ЭТИ в 1899—1906 годах. В период работы в ЭТИ изобрел «пирометр Курнакова» (1904) — наиболее совершенный в то время прибор для термического анализа.
С 1902 по 1930 год возглавлял кафедру общей химии в Политехническом институте в Санкт-Петербурге (Петрограде, Ленинграде), где организовал и химическую лабораторию.
В 1909 году Московским университетом был удостоен степени доктора химии (honoris causa).
Основатель и первый директор Института физико-химического анализа АН СССР (1918—1934).
Один из организаторов Государственного института прикладной химии (ГИПХ) и его первый директор (1919—1927).
Директор Государственного института научно-технических исследований (ГОНТИ) (1921).
Возглавлял Институт по изучению платины и других благородных металлов АН СССР (1922—1924).
Директор Химического института АН СССР (1924).
Член президиума Комитета по химизации народного хозяйства при СНК СССР (1928).
После переезда химических институтов Академии наук в Москву стал директором вновь организованного Института общей и неорганической химии АН СССР (1934—1941).
Профессор (с 1936), заведующий кафедрой неорганической химии (1937—1941) МГУ им. М. В. Ломоносова.
Создал отечественную школу физико-химического анализа, российскую научную школу химиков и металлургов.
Способствовал освоению калийных месторождений Соликамска, Карабогазской глауберовой соли, магния, брома и йода Крымских соляных озёр и лиманов, соляных залежей Западно-Сибирского края, Тихвинских бокситов для получения металлического алюминия, сплавов различного назначения. Обследовал Алтайские предприятия цветной металлургической промышленности (1882). Организатор отечественного металлургического (платиновых металлов, алюминия, магния) и галургического промышленных производств. Инициатор создания металлографической комиссии при Русском техническом обществе (1899).
Умер Курнаков в селе Барвиха Московской области 19 марта 1941 года, похоронен в Ленинграде на Смоленском православном кладбище. В 1953 году его прах перенесён на Литераторские мостки.

## Награды и звания
- Большая премия им. Д. И. Менделеева (1925)
- Премия имени В. И. Ленина (1928)
- Премия им. Д. И. Менделеева (1936) — за работы по теории химических равновесий и по приложению этой теории к исследованию практически важных систем
- Орден Трудового Красного Знамени (7 июня 1939) — за выдающуюся научную деятельность в области химии
- Заслуженный деятель науки и техники РСФСР (1941)
- Сталинская премия II степени (13 марта 1941) — за научные работы по физической химии, опубликованные в сборниках трудов автора в 1937—1939 годах, и за труд «Введение в физико-химический анализ», опубликованный в 1940 году

## Адреса в Санкт-Петербурге
1882—1941: Горный институт — Николаевская набережная, 45.
C 1902 по 1930: Политехнический университет — Политехническая ул., д. 29, корп. 4, легендарная ныне существующая лаборатория физико-химического анализа.

## Память

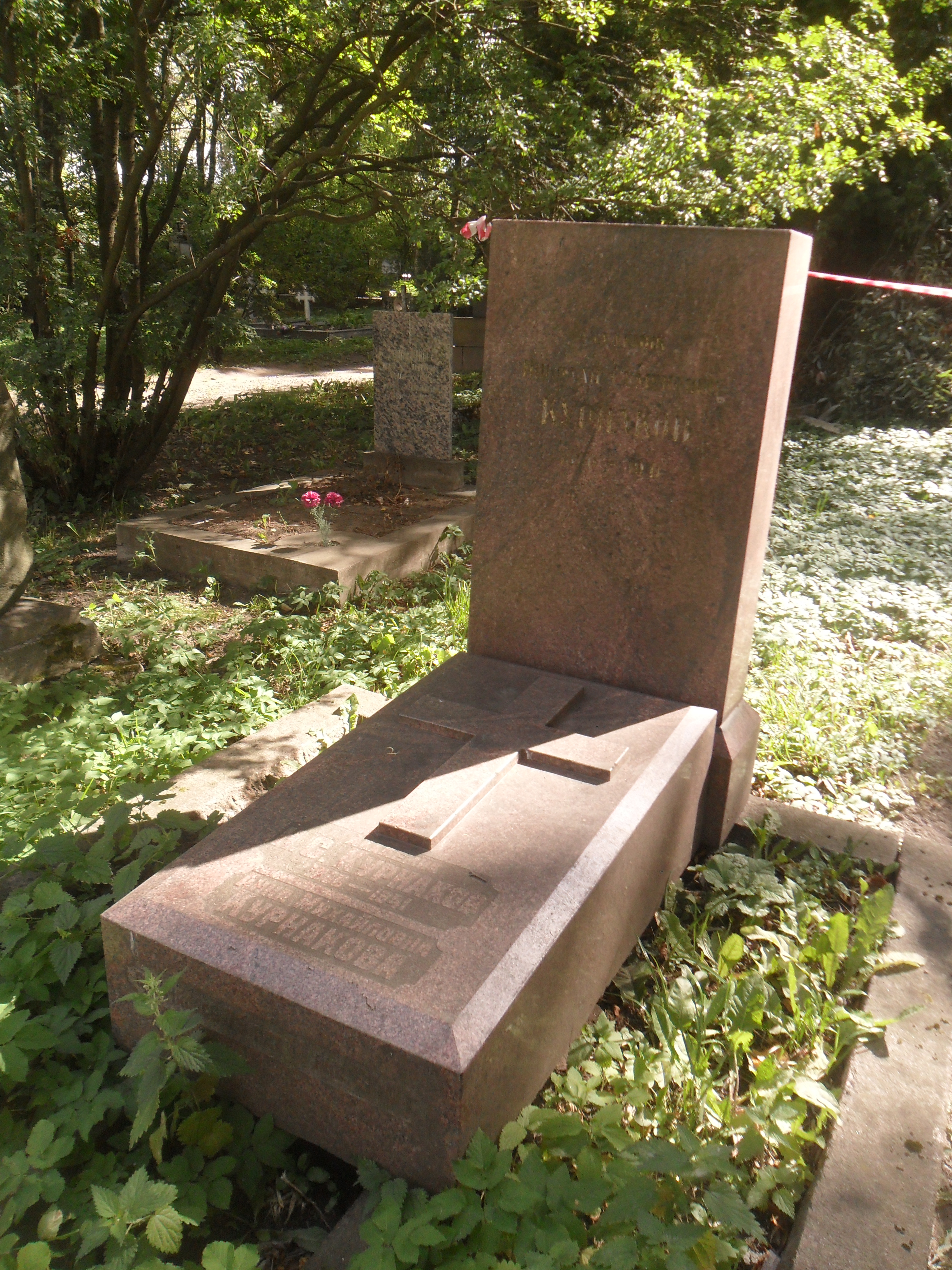
Могила Н. С. Курнакова на Литераторских мостках в Санкт-Петербурге

- Институт общей и неорганической химии имени Н. С. Курнакова РАН (с 1944).
- В честь Н. С. Курнакова назван открытый в 1940 году в Казахстане минерал курнаковит.
- Памятник в г. Красноперекопск, АР Крым[1][2].

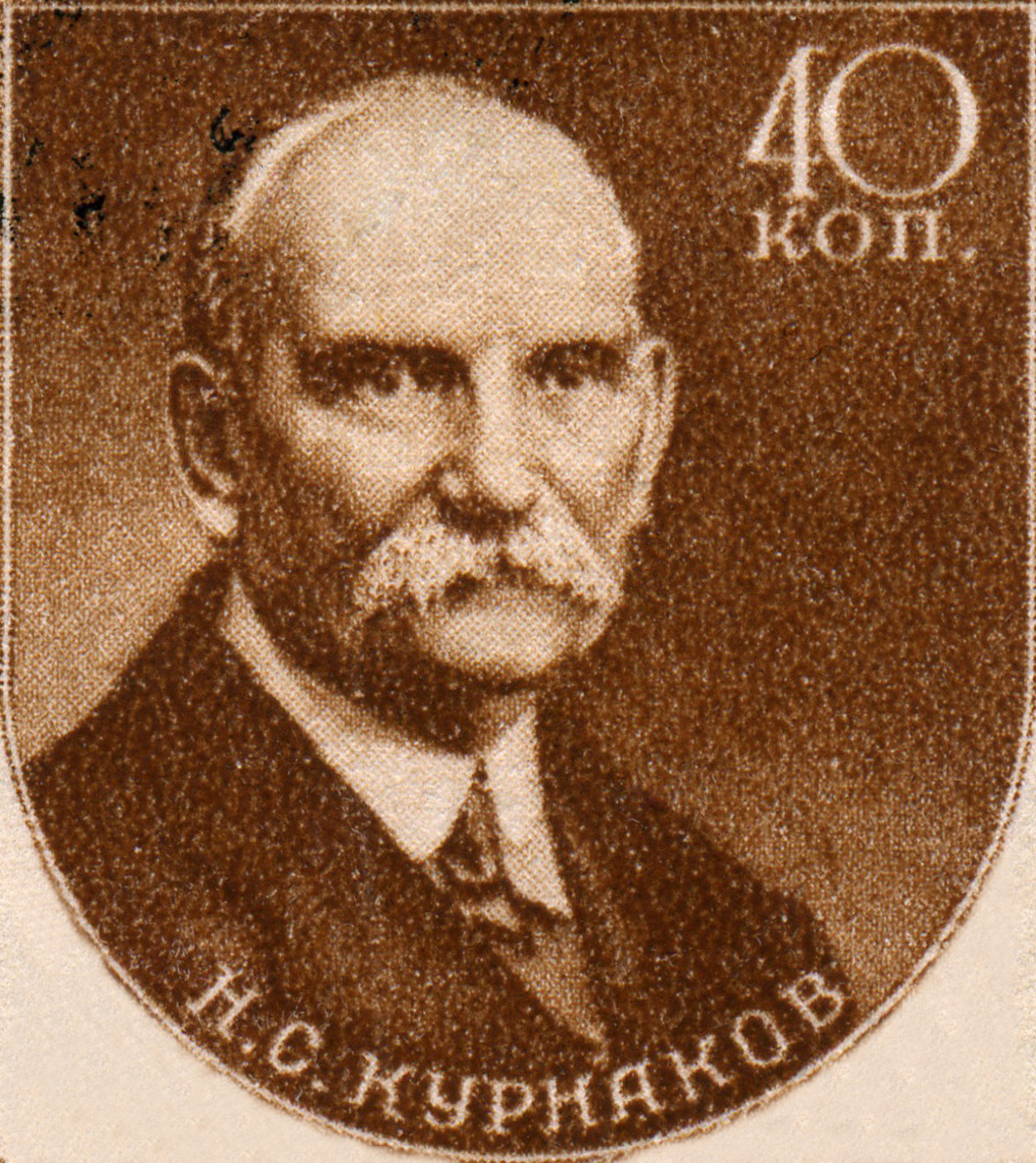
Почтовая марка СССР, 1951 год

## Основные труды
- Курнаковым напечатан цикл статей по неорганической химии в «Журнале Русского физико-химического общества» и в «Горном журнале».
- Курнаков Н. С. Непрерывность химических превращений вещества // УФН. 1924. Т. 4, Вып. 6. С. 339—356.
- Курнаков Н. С. Введение в физико-химический анализ. Издание 4-е дополненное. М.—Л.: Издательство АН СССР. 1940. 562 с.
- Курнаков Н. С. Избранные труды. Т. 1—3. М., 1960.
- Список трудов Н. С. Курнакова.
- Труды Н. С. Курнакова в Электронной библиотеке «Научное наследие России».